# Robert Wattebled
Robert Léon Wattebled (* 5. Juni 1946 in Calais) ist ein französischer Geistlicher und emeritierter römisch-katholischer Bischof von Nîmes.

## Leben
Robert Wattebled empfing am 26. Mai 1974 die Priesterweihe.
Papst Johannes Paul II. ernannte ihn am 30. Januar 2001 zum Bischof von Nîmes. Der Bischof von Arras, Jean-Paul Maurice Jaeger, spendete ihm am 1. April desselben Jahres die Bischofsweihe; Mitkonsekratoren waren Raymond Bouchex, Erzbischof von Avignon, und Henri-François-Marie-Pierre Derouet, Altbischof von Arras. Als Wahlspruch wählte er À cause de Jésus, pour la multitude.
Papst Franziskus nahm am 10. August 2021 seinen altersbedingten Rücktritt an.